# Waterloo (Caroline du Sud)
Pour les articles homonymes, voir Waterloo (homonymie).
Waterloo est une ville située dans le comté de Laurens, dans l’État de Caroline du Sud, aux États-Unis. Lors du recensement de 2020, elle comptait 149 habitants.